# Saint-Saturnin-de-Lucian
Saint-Saturnin-de-Lucian – miejscowość i gmina we Francji, w regionie Oksytania, w departamencie Hérault.
Według danych na rok 1990 gminę zamieszkiwało 199 osób, a gęstość zaludnienia wynosiła 20 osób/km² (wśród 1545 gmin Langwedocji-Roussillon Saint-Saturnin-de-Lucian plasuje się na 710. miejscu pod względem liczby ludności, natomiast pod względem powierzchni na miejscu 759.).